# Pueblo omaha
Los omaha son una tribu india americana, su nombre proviene de la expresión u’mon’ha 'río arriba'. Muchos de los omaha actuales todavía hablan el Omaha-ponca una lengua sioux del subgrupo dhegiha. Se cree que en tiempos remotos estaban establecidos entre Virginia y las Carolinas, con el resto de los dhegiha, pero después se desplazaron hacia las montañas Ozark y las llanuras del Oeste del río Misisipi y del río Misuri, donde las cinco tribus se separaron. Tras pasar por Minnesota y Dakota del Sur, se establecieron en Tonwantonga, un poblado en la orilla del río Platte, por entonces parte de la Luisiana española. Adoptaron las costumbres de las llanuras y durante el siglo XIX comerciaron con las compañías peleteras europeas. Acabaron abandonando sus tierras a cambio de una reserva en Oklahoma. Se les concedió la nacionalidad estadounidense.

## Demografía
Se cree que en 1780 eran unos 2800 individuos, pero en 1908 sólo quedaban 1.100 indios. En 1960 había unos 1.840 en la reserva Winnebago del NE de Nebraska, compartida por ponca, omaha, winnebago y sioux santee. En 1980 eran unos 2.500 individuos, de los cuales 1.500 hablaban la lengua materna. 
Según datos de 1995, en la Reserva Omaha de Nebraska había 5.012 censados en el rol tribal.
Según datos del censo de 2000, había 4.239 miembros de la tribu, 289 mezclados con otras tribus, 687 mezclados con otras razas y 83 con otras tribus y otras razas. En total, 5.298 individuos.

## Costumbres
Eran aliados de las otras tribus dhegiha (osage, kaw o kansa, ponca y quapaw), y enemigos de los dakota. En primavera y otoño vivían en poblados permanentes de casas de tierra cubiertas de planchas de corteza, en forma de cúpula y durante el verano vivían en tipis.
Su organización social era muy elaborada, con un sistema de clases con caudillos, sacerdotes, visionarios y comuneros. Los rangos se regían por línea masculina, y se podía aumentar de categoría regalando caballos, tejidos o haciendo fiestas.
Había 10 clanes organizados en dos grupos representantes del cielo y de la tierra, como las otras tribus de la zona, que eran Hangashenu (Wezhinshte, Inkesabe, Hanga, Datada y Kanze) e Inshtasanda (Mandhinkagaghe, Tesinde, Tapa, Ingdhezhide e Inshtasanda).

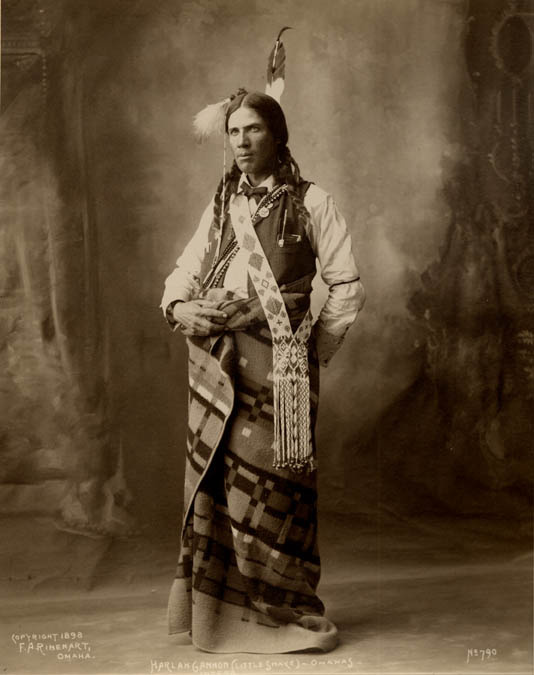
Harlan Gannon (Little Snake), intérprete omaha.

Los de la tierra se encargaban de las ceremonias relacionadas con la guerra y con el abastecimiento de alimentos, y los del cielo se encargaban de las ceremonias religiosas. Cuando la tribu entera acampaba en tipis durante la época de caza, éstos eran colocados en un gran círculo simbolizando la organización tribal.
Mantenían ciertas supersticiones relativas a la guerra: tocar a un enemigo en el campo de batalla, tocar a un enemigo herido o muerto por su tribu, conseguir un caballo domado en el campamento enemigo y matar y arrancar la cabellera al enemigo estaban considerados rituales menores y como recompensa recibían plumas pintadas.

## Historia
Antes de la llegada de los europeos, los omaha vivían al este del continente norteamericano, en la confluencia del río Ohio y el río Wabash, cerca de los catawba. En 1650 se desplazaron hacia el Oeste y, en un mapa de Marquette de 1673, se les sitúa a lo largo del río Misuri, entre Iowa y Nebraska. Un siglo más tarde ya usaban el caballo (introducido en América por los españoles un siglo antes) como método principal de transporte. 
Tras pasar por territorios del norte como Minnesota o Dakota del Norte, se establecieron en las orillas del río Platte, afluente del Misuri, por entonces parte de la Luisiana española. Allí establecieron en torno a 1775 un poblado permanente denominado Tonwantonga o Ton Won Tonga que controló el comercio de pieles en el Misuri y que contaba con más de 1000 habitantes. Los españoles construyeron fuertes junto al poblado e intercambiaron regularmente pieles y bienes con la tribu.
Tras la compra del territorio por parte de los Estados Unidos, en 1803, fueron visitados por los exploradores estadounidenses Lewis y Clark, que se entrevistaron con su jefe, Washinggusaba (Black Bird), después de que la tribu hubiera sufrido una fuerte epidemia de viruela en 1802, y además hubiera tenido intensos conflictos con los dakota. 
Su nuevo jefe, Ontopanga, denominado por los estadounidenses Big Elk, alcanzó acuerdos comerciales con las recién creadas compañías peleteras de San Luis, como la Compañía de piel de Misuri (Missouri Fur Company) del español Manuel Lisa. Ontopanga casó a sus hijas con hombres blancos, y firmó algunos tratados con los EE. UU. entre 1830 y 1836. El 16 de marzo de 1854, el nuevo jefe de los omaha ya era mitad blanco, Logan Fontenelle, y por presión de los colonizadores estadounidenses, vendió la mayor parte de sus tierras, obteniendo a cambio un territorio en Thurston, en el sur oeste de Dakota.
El 6 de marzo de 1865 vendieron la parte Norte a los winnebago, y en 1882 les fue concedido un territorio en Oklahoma, que se parceló con ayuda del antropólogo A.C. Fletcher, quien obtuvo información en 1884 sobre las ceremonias del Tent of War del chamán Mon’hin Thin’ge (1800-1880), y más tarde recibieron la ciudadanía norteamericana.

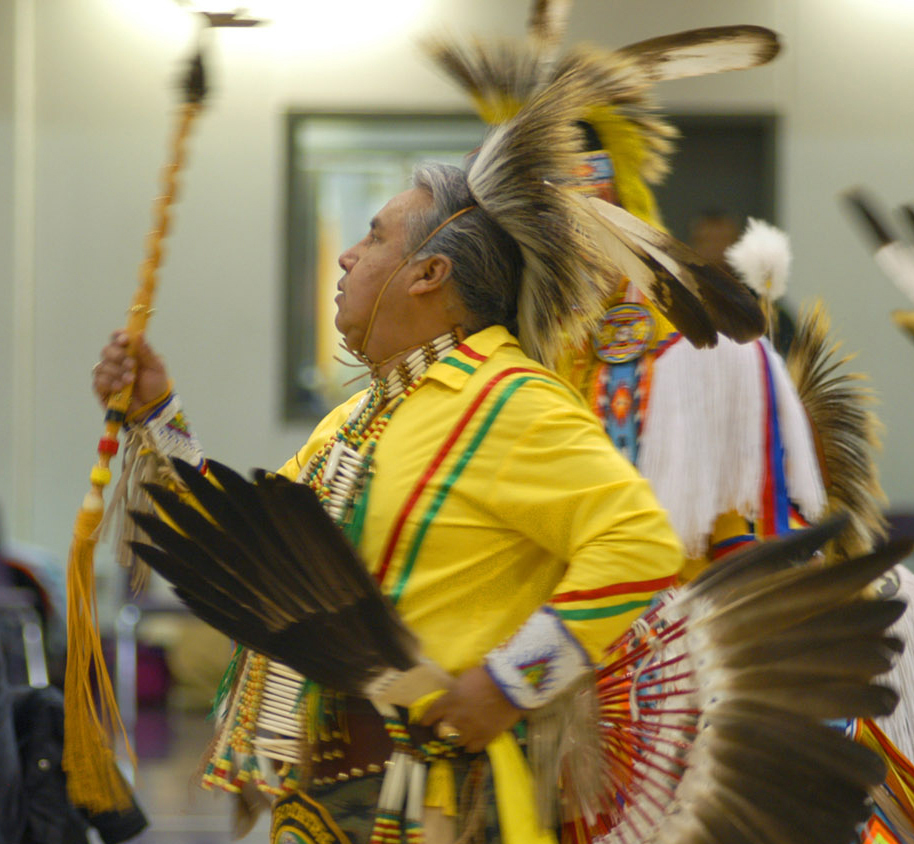
Danzante tribal omaha.

Sus costumbres fueron recogidas por el antropólogo omaha Francis Laflesche. Una pariente suya, Suzette la Flesche, en 1906 encabezó una visita a Washington para prohibir la venta de alcohol en las reservas indias.

## Lista de omaha
- Logan Fontenelle
- Big Elk
- Francis Laflesche
- Suzette la Flesche
- Sistema omaha de parentesco